# Puerta giratoria (política)

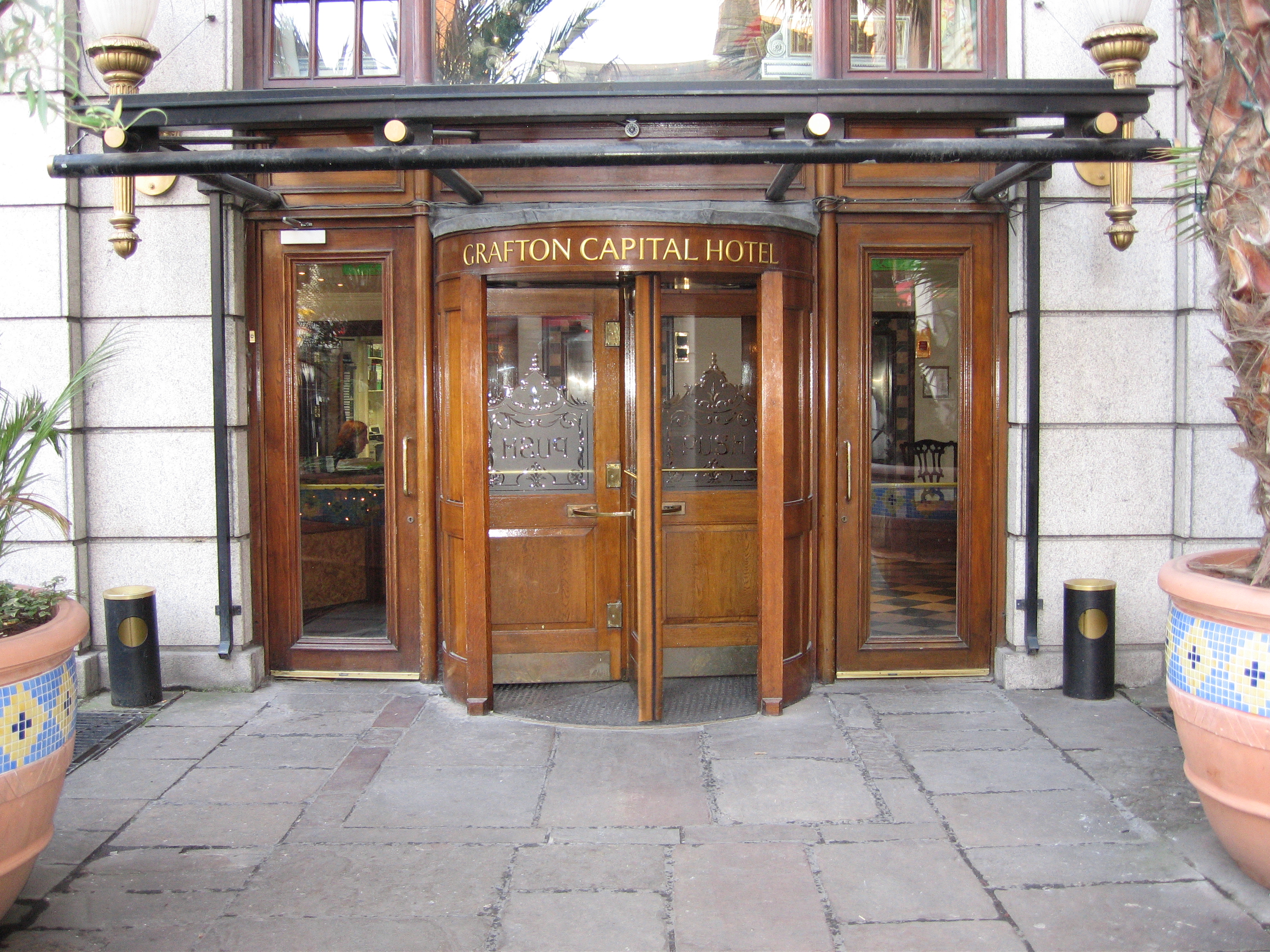
La metáfora de la puerta giratoria ha sido usada para describir a las personas que cambian de trabajo, como legisladores que se convierten en pasillistas o viceversa.

La expresión puerta giratoria designa de forma coloquial el hecho de que un alto cargo público se marche a trabajar a una empresa privada, obteniendo beneficio de su anterior ocupación pública y produciendo conflictos de interés entre la esfera pública y la privada, en beneficio propio y en perjuicio del interés público. Se conoce como puerta giratoria (como calco del inglés revolving door) al movimiento de altos cargos entre el sector público, el sector privado y viceversa.

## Incidencia

### En Francia
Entre 1985 y 1990, el consejo de estado francés ha tenido una media de cuatro salidas por año.
En 1993, el cuerpo diplomático francés perdió una veintena de miembros.
El anuario del cuerpo prefectoral francés de 1992 contabilizó una centena de miembros que pasaban al sector privado.
En mayo de 1990, la revista ENA-mensuel estimó que de 4400 antiguos alumnos de la ENA, 737 trabajaban en el sector privado.[cita requerida]

### En España
En España, la incidencia del fenómeno es considerable. De los gobiernos de Felipe González, José María Aznar y José Luis Rodríguez Zapatero, tres de cada diez ministros dejan la política al cesar en sus cargos y se embarcan en actividades en la empresa privada, del Consejo de ministros al consejo de administración, en muchos de los casos en labores de representación y tareas de lobby, aunque también de dirección.
| Nombre                 | Cargo público ejercido                           | Partido político | Fecha de cese del cargo público | Puesto                              | Empresa                     | Años      | Refs.        |
| ---------------------- | ------------------------------------------------ | ---------------- | ------------------------------- | ----------------------------------- | --------------------------- | --------- | ------------ |
| Ángel Acebes           | Ministro de Administraciones Públicas            | PP               | 18/04/2004                      | Vocal del consejo de administración | Bankia                      | 2011      | [ 4 ]        |
| Felipe González        | Presidente del Gobierno                          | PSOE             | 4/05/1996                       | Consejero                           | Gas Natural                 | 2010-2014 | [ 4 ]        |
| José María Aznar       | Presidente del Gobierno                          | PP               | 17/04/2004                      | Consejero                           | Endesa                      | 2011-2014 | [ 4 ]        |
| José María Aznar       | Presidente del Gobierno                          | PP               | 17/04/2004                      | Consejero                           | News Corporation            | 2006-2014 |              |
| José María Michavila   | Ministro de Justicia                             | PP               | 18/04/2004                      | Consejero                           | Noatum (JP Morgan)          | 2011      | [ 5 ]        |
| Josep Piqué            | Ministro de Industria, y de Ciencia y Tecnología | PP               | 27/04/2000                      | Presidente                          | Vueling                     | 2007-2013 | [ 6 ]        |
| Josep Piqué            | Ministro de Industria, y de Ciencia y Tecnología | PP               | 27/04/2000                      | Consejero                           | EADS                        | 2012-2014 | [ 7 ]        |
| Juan Manuel Eguiagaray | Ministro de Industria y Energía                  | PSOE             | 6/05/1996                       | Consejero                           | EADS                        | 2004-2012 | [ 7 ] [ 8 ]  |
| Luis Atienza           | Ministro de Agricultura, Pesca y Ganadería       | PSOE             | 6/05/1996                       | Director                            | Red Eléctrica               | 2004      | [ 9 ]        |
| Miguel Boyer           | Ministro de Economía                             | PSOE             | 6/06/1985                       | Presidente                          | Banco Exterior              | 1985      | [ 10 ]       |
| Narcis Serra           | Vicepresidente del Gobierno                      | PSOE             | 28/06/1995                      | Presidente                          | Caixa Catalunya             | 2005      | [ 11 ]       |
| Rodrigo Rato           | Ministro de Economía                             | PP               | 17/04/2004                      | Presidente                          | Bankia                      | 2010-2012 | [ 4 ]        |
| Rodrigo Rato           | Ministro de Economía                             | PP               | 17/04/2004                      | Consejero                           | Telefónica                  | 2013      | [ 4 ]        |
| Rodrigo Rato           | Ministro de Economía                             | PP               | 17/04/2004                      | Consejero                           | Banco Lazard                | 2007-2009 | [ 4 ]        |
| Rodrigo Rato           | Ministro de Economía                             | PP               | 17/04/2004                      | Consejero                           | Banco Santander             | 2013-2014 | [ 4 ]        |
| Elena Salgado          | Ministra de Economía                             | PSOE             | 22/12/2011                      | Consejera                           | Chilectra, filial de Endesa | 2011-2014 | [ 4 ] [ 12 ] |

En España existe una ley de incompatibilidades vigente: la Ley 5/2006, de 10 de abril, de regulación de los conflictos de intereses de los miembros del Gobierno y de los Altos Cargos de la Administración General del Estado. Según esta ley, los altos cargos que abandonen su puesto tienen un periodo de dos años en los que existen una serie de limitaciones a la asunción de responsabilidades en empresas privadas, así como la obligación de presentar ante la Oficina de Conflictos de Intereses un informe acerca de las actividades a realizar (art. 7). Además, deben abstenerse de realizar cualquier actividad que guarde relación con las responsabilidades ejercidas en el cargo público anteriormente ejercido.
En la siguiente tabla se muestran políticos que han ocupado alguna vez un cargo en un consejo de administración de una empresa.
| Empresa                      | Nombre                          | Partido político                  |
| ---------------------------- | ------------------------------- | --------------------------------- |
| Banco Santander              | Abel Matutes                    | PP                                |
| Iberdrola                    | Ángel Acebes                    | PP                                |
| Red Eléctrica de España      | Arantxa Mendizábal              | PSOE                              |
| Gamesa                       | Benita Ferrero Waldner          | PP Austria                        |
| Acerinox                     | Braulio Medel                   | PSOE                              |
| Iberdrola                    | Braulio Medel                   | PSOE                              |
| Banco Sabadell               | Carlos Jorge Ramalho            | CiU                               |
| PricewaterhouseCoopers       | Carmen Becerril                 | PP                                |
| Fundamed                     | Carmen Montón                   | PSOE                              |
| Criteria CaixaCorp           | David K. P. Li                  | PSOE                              |
| Endesa                       | Elena Salgado                   | PSOE                              |
| Enagás                       | Enrique Martínez Robles         | PSOE                              |
| Indra                        | Estanislao Rodríguez-Ponga      | PP                                |
| Indra                        | Felipe Fernández                | PP                                |
| Gas Natural                  | Felipe González                 | PSOE                              |
| Tagua Capital                | Felipe González                 | PSOE                              |
| Iberdrola                    | Fernando Becker                 | PP                                |
| Corporación MAPFRE           | Francisco Ruiz Risueño          | UCD                               |
| Banco Santander              | Guillermo de la Dehesa          | PSOE                              |
| Amadeus_IT_Group             | Guillermo de la Dehesa          | PSOE                              |
| Criteria CaixaCorp           | Inmaculada Juan Franch          | CiU                               |
| Banco Santander              | Isabel Tocino                   | PP                                |
| PricewaterhouseCoopers       | Jaume Matas Palou               | PP                                |
| Telefónica                   | Javier de Paz                   | PSOE                              |
| Técnicas Reunidas            | Javier Gómez Navarro            | PSOE                              |
| Acciona                      | Javier Solana                   | PSOE                              |
| Bolsas y Mercados Españoles  | Joan Hortalà                    | ERC, CDC                          |
| PricewaterhouseCoopers       | Jordi Sevilla                   | PSOE                              |
| Corporación MAPFRE           | José Antonio Moral Santín       | IU-CM                             |
| Ebro Foods                   | José Barreiro Seoane            | PSOE                              |
| Red Eléctrica de España      | José Folgado                    | PSOE                              |
| Técnicas Reunidas            | José Lladó                      | UCD                               |
| Enagás                       | José Luis Olivas Martínez       | PP                                |
| Iberdrola                    | José Luis Olivas Martínez       | PP                                |
| Corporación MAPFRE           | José Manuel Fernández Norniella | PSOE                              |
| Endesa                       | José María Aznar                | PP                                |
| Barrick Gold                 | José María Aznar                | PP                                |
| International Airlines Group | José Pedro Pérez-Llorca         | UCD                               |
| Telecinco                    | José Ramón Álvarez Rendueles    |                                   |
| Enagás                       | Joseba Andoni Aurrekoetxea      | PSOE                              |
| Abengoa                      | Josep Borrell                   | PSOE                              |
| Obrascón Huarte Lain         | Juan Miguel Villar Mir          | Movimiento Nacional               |
| Banco Santander              | Luis Alberto Salazar Simpson    | PP                                |
| Red Eléctrica de España      | Luis Atienza                    | PSOE                              |
| Repsol                       | Luis Carlos Croissier           | PSOE                              |
| Endesa                       | Luis de Guindos                 | PP                                |
| PricewaterhouseCoopers       | Luis de Guindos                 | PP                                |
| Telefónica                   | Luis Fernando Furlán            | PSOE                              |
| Iberdrola                    | Manuel Amigo                    | PSOE                              |
| Endesa                       | Manuel Pizarro                  | PP                                |
| Red Eléctrica de España      | María Ángeles Amador Millán     | PSOE                              |
| Banco Santander              | Matías Rodríguez Inciarte       | PP                                |
| Red Eléctrica de España      | Miguel Boyer                    | PSOE                              |
| CLH                          | Miguel Boyer                    | PSOE                              |
| Criteria CaixaCorp           | Miguel Noguer Planas            | CiU                               |
| Gas Natural                  | Narcís Serra                    | PSOE                              |
| FCC                          | Nicolás Redondo                 | PSOE                              |
| MBDA                         | Pedro Morenés                   | PP                                |
| Endesa                       | Pío Cabanillas Alonso           | PP                                |
| Enagás                       | Ramón Pérez Simarro             | PSOE                              |
| Endesa                       | Rodolfo Martín Villa            | UCD                               |
| Corporación MAPFRE           | Rodrigo de Rato Figaredo        | PP                                |
| Telefónica                   | Rodrigo de Rato Figaredo        | PP                                |
| International Airlines Group | Rodrigo de Rato Figaredo        | PP                                |
| Bankia                       | Rodrigo de Rato Figaredo        | PP                                |
| Acciona                      | Tristan Garel-Jones             | Partido Conservador (Reino Unido) |
| Bankia                       | Virgilio Zapatero               | PSOE                              |
| Iberdrola                    | Antonio Miguel Carmona          | PSOE                              |

## La puerta giratoria como delito
El término "puerta giratoria" toma un sentido especialmente peyorativo en la medida que se aplica a funcionarios que pasan de una administración que ejerce el control sobre una industria en particular a una empresa de dicha industria. En determinados países, esta práctica está sujeta a regulación o es considerada un delito.

### Francia
En Francia, los movimientos de cargos públicos que conllevan un conflicto de intereses estań tipificados en la ley de forma precisa.
Según el artículo 432-13 del código penal francés relativo a la toma ilegal de puestos de responsabilidad.: 

Est puni de deux ans d'emprisonnement et de 30 000 euros d'amende le fait, par une personne ayant été chargée, en tant que fonctionnaire ou agent d'une administration publique, dans le cadre des fonctions qu'elle a effectivement exercées, soit d'assurer la surveillance ou le contrôle d'une entreprise privée, soit de conclure des contrats de toute nature avec une entreprise privée ou de formuler un avis sur de tels contrats, soit de proposer directement à l'autorité compétente des décisions relatives à des opérations réalisées par une entreprise privée ou de formuler un avis sur de telles décisions, de prendre ou de recevoir une participation par travail, conseil ou capitaux dans l'une de ces entreprises avant l'expiration d'un délai de trois ans suivant la cessation de ces fonctions.
Se castiga con dos años de prisión y 30.000 € de multa el hecho de que una persona que sea un funcionario o agente de una administración pública, en el marco de sus funciones que hayan sido efectivamente ejercidas, asegure el control o la vigilancia de una empresa privada, cierre contratos de cualquier naturaleza, realice avisos de esos contratos, proponga directamente a la autoridad competente decisiones relativas a las operaciones de una empresa privada, avise de tales decisiones, tomar o recibir una participación por trabajo o capital en una de esas empresas antes de la espiración de un plazo de tres años tras el cese en sus funciones.
Artículo 432-13 del código penal francés

Una comisión de deontología de la función pública se encarga de verificar que un miembro de la función pública que se postula para un puesto de trabajo en el sector privado lo hace de una forma legítima. Sus dictámenes son a iniciativa del interesado o de la administración en la que cesa.[cita requerida]

### Japón
El fenómeno de la puerta giratoria existe en Japón con el nombre de "amakudari" (en japonés 天下り), literalmente "descenso del paraíso/cielo", en referencia a la mitología japonesa, donde se produce el descenso de los dioses sintoístas a la tierra, y afecta a los retirados de la función pública que continúan sus carreras en el sector privado.
El primero de abril de 2009, el gobierno de Tarō Asō adoptó una ordenanza encaminada a encuadrar dicha práctica a través de una agencia especializada en la reconversión de los funcionarios retirados, de modo que estos no negocien directamente sus empleos (entró en vigor en enero de 2010).
Sin embargo, tras pasar a ocupar el gobierno Yukio Hatoyama, se decidió tratar con el fenómeno sencillamente mediante la mera prohibición 

Prohibir inmediatamente a los ministerios y a las agencias de colocar  a los funcionarios en el sector privado, con el fin de responder a las críticas contra el "amakudari" y reducir el despilfarro administrativo.

### Canadá
En Quebec, una ley sobre lobbying prohíbe que un antiguo director general o director general adjunto de un municipio efectúe labores de representación ante el mismo. Ya no se puede utilizar las informaciones obtenidas en su antiguo puesto en beneficio de otra empresa. Sin embargo, ninguna ley impide a los proveedores del municipio contratar a antiguos funcionarios.

## Términos derivados
Tras la popularización del término puerta giratoria, apareció como analogía el de cama giratoria, para referirse a la práctica de los líderes políticos de incluir a sus parejas sentimentales en candidaturas electorales o puestos de libre designación.